# اسماعیل بنی‌اردلان
اسماعیل بنی‌اردلان (زاده ۱۳۳۶) استاد دانشگاه و پژوهشگر سینما اهل ایران است.
وی دانشیار دانشگاه هنر با تخصص فلسفه هنر و به صورت خاص فلسفه سینما است، ریاست دانشگاه سینما و تئاتر، معاون پژوهشی دانشگاه هنر، و ریاست دانشکده علوم نظری و مطالعات عالی هنر از جمله سوابق اجرائی بنی‌اردلان است. وی عضو هیئت انتخاب چهلمین دوره جشنواره فیلم فجر بوده.

## آثار
- دین در قاب تلویزیون
- سرفرسنگ‌های تحول در مسیر نگارگری ایران
- مجال آه: مجموعه مقالات
- معرفت‌شناسی آثار صناعی: جستجویی در مفهوم فن و هنر
- هنر و اخلاق (مجموعه مقالات)

## فعالیت‌ها
- عضویت در هیات تحریریه فصلنامه علمی تخصصی جستارنامه فرهنگ و هنر اسلامی[۴]